# Монро (Вашингтон)
Монро (енгл. Monroe) град је у америчкој савезној држави Вашингтон. По попису становништва из 2020. у њему је живело 19.699 становника.

## Демографија
Према попису становништва из 2010. у граду је живело 17.304 становника, што је 3.509 (25,4%) становника више него 2000. године.
| Група             | 2000.          | 2010.          |
| Белци             | 11.167 (80,9%) | 12.454 (72,0%) |
| Афроамериканци    | 434 (3,1%)     | 611 (3,5%)     |
| Азијати           | 328 (2,4%)     | 479 (2,8%)     |
| Хиспаноамериканци | 1.332 (9,7%)   | 2.962 (17,1%)  |
| Укупно            | 13.795         | 17.304         |